# Ravensthorpe (Australia)
Ravensthorpe – miejscowość w południowej części stanu Australia Zachodnia, ośrodek administracyjny hrabstwa Ravensthorpe. Liczy 438 mieszkańców (2006). Ludność utrzymuje się głównie z pracy w górnictwie niklu i kobaltu, a w mniejszym stopniu także złota i miedzi. W styczniu 2009 koncern BHP Billiton zawiesił wydobycie w swojej kopalni w okolicach Ravensthorpe, co doprowadziło do utraty pracy przez 1800 osób. W grudniu 2009 obiekt został kupiony przez kanadyjską spółkę First Quantum, która zamierza wznowić wydobycie w 2011 roku.